# Häfen Flechtingen
Die Häfen Flechtingen bestehen aus vier Länden und einem Yachthafen auf dem Gebiet der Verbandsgemeinde Flechtingen im Landkreis Börde, Sachsen-Anhalt.

## Geographie
Die Häfen befinden sich an fünf räumlich getrennten Standorten an der Bundeswasserstraße Mittellandkanal (MLK) auf einer Höhe von 55,8 m ü. NHN. 
| Lage: Gewässer - km | Hafen:   | Beschreibung           | Kailänge           | Ausstattung |
| ------------------- | -------- | ---------------------- | ------------------ | --- |
| MLK 283,5 Süd       | Lände ⊙  | Lände Velsdorf         | 1.000 m, gespundet | Liegeplätze für die Berufsschifffahrt, Freilagerfläche 1.700 m², öffentliche Slipstelle für Kleinfahrzeuge |
| MLK 286 Nord        | Lände ⊙  | Lände Calvörde         | 100 m, Kaimauer    | Wendebucht für Großmotorgüterschiffe bis zu 110 m Länge, öffentliche Slipstelle, Anlegestelle für ein Schiff |
| MLK 286,8 Süd       | Marina ⊙ | Yachthafen Calvörde    | 130 m, gespundet   | 25 Wasserliegeplätze, Steganlage, Wasser, Strom, Sanitär, Grillplatz |
| MLK 293,8 Nord      | Lände ⊙  | Lände Bülstringen Nord | 820 m, gespundet   | Liegeplätze für die Berufsschifffahrt, Wasser |
| MLK 295,6 Süd       | Lände ⊙  | Hafen Bülstringen West | 1.000 m, gespundet | 2 Portalkräne, Mobilkran, Umschlagseinrichtungen für Schüttgüter, Flurförderzeuge, Fahrzeugwaage, Pumpen, Silos, Hallen- und Freilagerflächen, Liegeplätze mit Ver- und Entsorgungsmöglichkeiten, Bahnanschluss zweizügig direkt auf den Pier, |

- Karte mit allen Koordinaten:
- OSM |
- WikiMap

## Geschichte

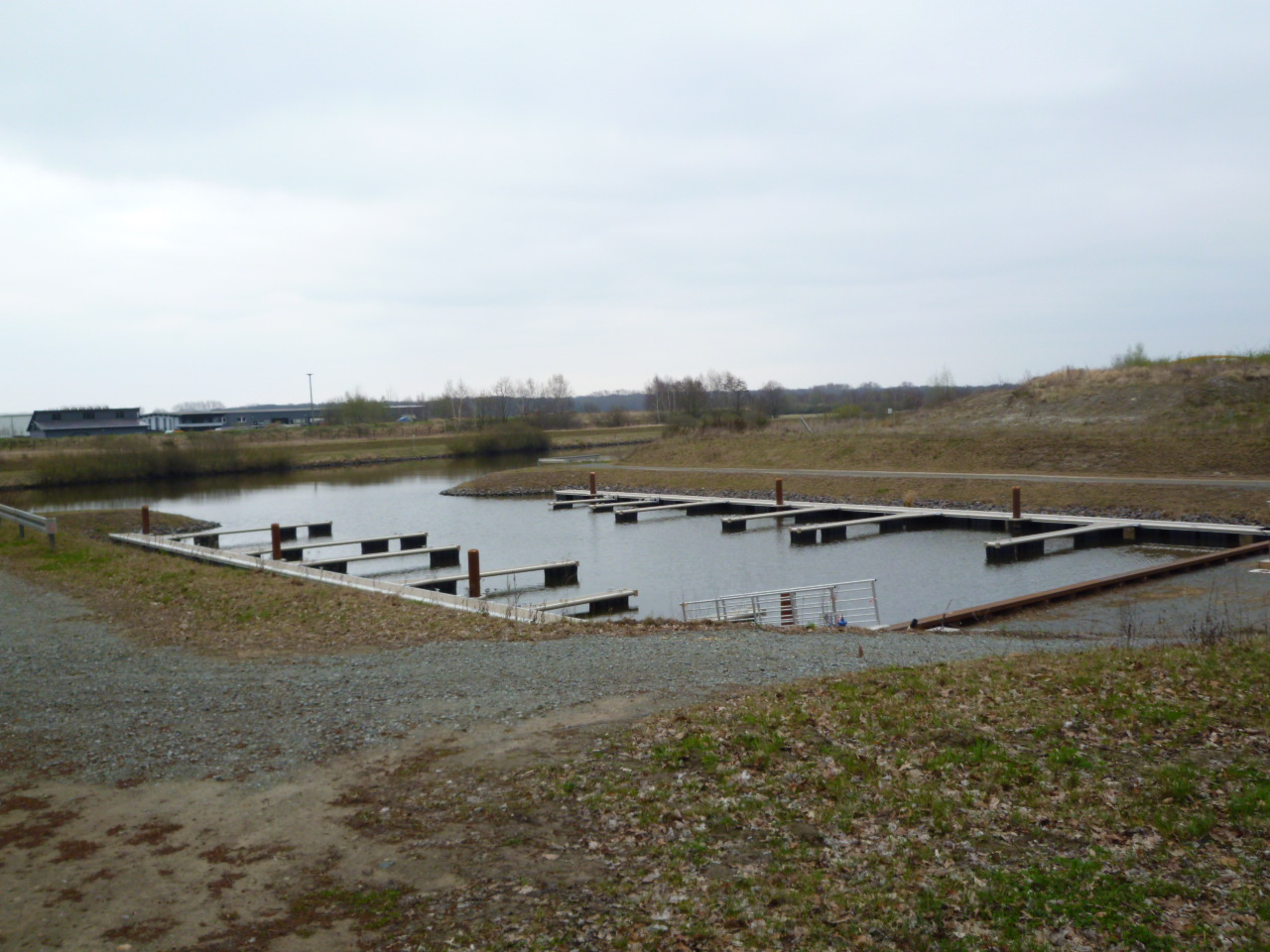
Marina Calvörde im Bau (2012)

In den Jahren 1934 bis 1938 wurde das Teilstück des Mittellandkanales von Wolfsburg in Richtung Magdeburg gebaut. Im Herbst 1938 erfolgte der Durchstich zur Elbe hin.
Bereits 1937 gingen die Arbeiten nur noch schleppend voran und kamen schließlich 1942 östlich von Magdeburg kriegsbedingt völlig zum Erliegen. 
Zu DDR-Zeiten wurde aufgrund eines deutsch-deutschen Transitabkommens von 1971, der Mittellandkanal ab 1976 allmählich für Europaschiffe ausgebaut.
Erst nach der Wende wurde, nach weiteren Ausbau- und Ertüchtigungsarbeiten, auch das Befahren mit Großmotorgüterschiffen und Schubverbänden bis zu 185 m Länge möglich. Die Hafenanlagen wurden in den 1990er Jahren modernisiert, in den 2000er Jahren um zusätzliche Liegeländen erweitert und es siedelte sich mehr Gewerbe an. Der Yachthafen in Calvörde wurde 2013 eröffnet.

## Gewerbe und Infrastruktur
Die Länden Velsdorf und Bülstringen-Nord dienen der Berufsschifffahrt als Liege- und Warteplätze. An der Lände Calvörde kann ein Gütermotorschiff mit mobilem Fördergerät abgefertigt werden, oder die Fahrgastschifffahrt festmachen. Der Güterumschlag findet überwiegend im Hafen Bülstringen - West statt, der von der BARO Lagerhaus GmbH betrieben wird, die zur Agravis Raiffeisen AG gehört. Zwei Portalkräne, ein Mobilkran, Umschlagseinrichtungen für Schüttgüter, Flurförderzeuge, eine Fahrzeugwaage und Pumpen stehen dort zur Verfügung. Lagermöglichkeiten bestehen in Silos, Hallen- und auf Freilagerflächen und auch eine Trocknungsanlage ist vorhanden. Drei bis vier Schiffe sowie zwei Ganzzüge können dort gleichzeitig abgefertigt werden und es gibt weitere Liegeplätze mit Ver- und Entsorgungsmöglichkeiten. 
Seit 1997 hat sich der Güterumschlag in Bülstringen von 1,3 auf 2,8 Mio t jährlich mehr als verdoppelt. Es werden hauptsächlich Baustoffe, Agrarprodukte sowie Futter- und Düngemittel im trimodalen Verkehr Schiff/Schiene/Straße umgeschlagen. Für den Verschub wurde 2004 ein Zweiwegefahrzeug Unimog U 400 angeschafft.
Für Kleinfahrzeuge gibt es zwei öffentliche Slipstellen in Calvörde, und in dem dort neu gebauten Yachthafen findet die Freizeitschifffahrt Aufnahme und eigene Versorgungseinrichtungen.

## Verkehr
Gemeindestraßen erschließen alle Hafenteile zu der L 24 hin, die zu der nördlich verlaufenden Bundesstraße 188 weiterführt.
Über ein Ausziehgleis von der Bahnstrecke Haldensleben–Weferlingen verzweigt sich der Bahnanschluss zweizügig bis direkt auf den Pier.
ÖPNV-Anschlüsse bestehen für alle Hafenteile in einigen hundert Metern Entfernung.